# The Close of the American Revolution
The Close of the American Revolution è un cortometraggio muto del 1912

## Produzione
Il film fu prodotto dalla Edison Company. Venne girato a Charlottesville, in Virginia.

## Distribuzione
Distribuito dalla General Film Company, il film - un cortometraggio in una bobina - uscì nelle sale cinematografiche degli Stati Uniti il 2 luglio 1912.